# Semaeopus geminilinea
Semaeopus geminilinea là một loài bướm đêm trong họ Geometridae.